# Southstylers
Southstylers was een groep livedj's en producers. De groep bestaat uit Zany en Walt. Zany is ook lid van de Donkey Rollers, een invloedrijke groep in de hardstylescene. Walt is een lid van onder andere Showtek.

## Nummers
- Wicked Generation
- Jazeker!
- E-Town
- Pounding Senses
- Trippp
- Decibel Anthem 2006
- Wraow
- Diz Tortion
- Pwoap
- Crystal
- Nok Joe Douwn
- In De Strieel